# Trofeo Santiago Bernabéu 2018
El Trofeo Santiago Bernabéu 2018 fue la XXXIX edición del torneo organizado por el Real Madrid. Se disputó en el Estadio Santiago Bernabéu el día 11 de agosto frente al club italiano Milan.
El encuentro en esta ocasión tuvo el atractivo de reunir a los dos equipos que más Copas de Europa han ganado en la historia: 20, conmemorando el 60 aniversario de la final de la tercera Copa de Europa, que disputaron ambos equipos en 1958.
El partido se emitió en toda España por Real Madrid TV, obteniendo un promedio de 9,7% de share y 866 mil espectadores.

## El Partido
| 1     | Guardameta     | Keylor Navas    | 78' |
| 2     | Defensa        | Dani Carvajal   | 77' |
| 5     | Defensa        | Varane          | 60' |
| 4     | Defensa        | Sergio Ramos    | 77' |
| 12    | Defensa        | Marcelo         | 45' |
| 8     | Centrocampista | Kroos           | 60' |
| 14    | Centrocampista | Casemiro        | 45' |
| 22    | Centrocampista | Isco            | 76' |
| 11    | Centrocampista | Bale            | 77' |
| 20    | Centrocampista | Marco Asensio   | 77' |
| 9     | Delantero      | Benzema         | 77' |
| D. T. | D. T.          | Julen Lopetegui |     |

| 99    | Guardameta     | Donnarumma        |     |
| 2     | Defensa        | Davide Calabria   | 82' |
| 22    | Defensa        | Musacchio         | 83' |
| 13    | Defensa        | Romagnoli         |     |
| 68    | Defensa        | Ricardo Rodríguez | 56' |
| 79    | Centrocampista | Kessié            |     |
| 21    | Centrocampista | Biglia            | 65' |
| 5     | Centrocampista | Bonaventura       | 56' |
| 8     | Delantero      | Suso              |     |
| 9     | Delantero      | Higuaín           | 65' |
| 11    | Delantero      | Borini            | 45' |
| D. T. | D. T.          | Gennaro Gattuso   |     |

| 6  | Defensa        | Nacho    | 45' |
| 24 | Centrocampista | Ceballos | 45' |

| 63 | Delantero      | Cutrone    | 45' |
| 6  | Centrocampista | Çalhanoğlu | 55' |

| 2' · 45' · 90' | Benzema Bale Borja Mayoral | 1:0 2:1 3:1 |

| 4' | Higuaín | 1:1 |

| Principal  | Xavier Estrada Fernández |
| Asistentes | Javier Aguilar Rodríguez |
|            | Rubén Becerril Gómez     |
| Cuarto     | Fernando Bueno Prieto    |

| 1     | Guardameta     | Keylor Navas    | 78' |
| 2     | Defensa        | Dani Carvajal   | 77' |
| 5     | Defensa        | Varane          | 60' |
| 4     | Defensa        | Sergio Ramos    | 77' |
| 12    | Defensa        | Marcelo         | 45' |
| 8     | Centrocampista | Kroos           | 60' |
| 14    | Centrocampista | Casemiro        | 45' |
| 22    | Centrocampista | Isco            | 76' |
| 11    | Centrocampista | Bale            | 77' |
| 20    | Centrocampista | Marco Asensio   | 77' |
| 9     | Delantero      | Benzema         | 77' |
| D. T. | D. T.          | Julen Lopetegui |     |

| 99    | Guardameta     | Donnarumma        |     |
| 2     | Defensa        | Davide Calabria   | 82' |
| 22    | Defensa        | Musacchio         | 83' |
| 13    | Defensa        | Romagnoli         |     |
| 68    | Defensa        | Ricardo Rodríguez | 56' |
| 79    | Centrocampista | Kessié            |     |
| 21    | Centrocampista | Biglia            | 65' |
| 5     | Centrocampista | Bonaventura       | 56' |
| 8     | Delantero      | Suso              |     |
| 9     | Delantero      | Higuaín           | 65' |
| 11    | Delantero      | Borini            | 45' |
| D. T. | D. T.          | Gennaro Gattuso   |     |

| 6  | Defensa        | Nacho    | 45' |
| 24 | Centrocampista | Ceballos | 45' |

| 63 | Delantero      | Cutrone    | 45' |
| 6  | Centrocampista | Çalhanoğlu | 55' |

| 2' · 45' · 90' | Benzema Bale Borja Mayoral | 1:0 2:1 3:1 |

| 4' | Higuaín | 1:1 |

| Principal  | Xavier Estrada Fernández |
| Asistentes | Javier Aguilar Rodríguez |
|            | Rubén Becerril Gómez     |
| Cuarto     | Fernando Bueno Prieto    |

| 1     | Guardameta     | Keylor Navas    | 78' |
| 2     | Defensa        | Dani Carvajal   | 77' |
| 5     | Defensa        | Varane          | 60' |
| 4     | Defensa        | Sergio Ramos    | 77' |
| 12    | Defensa        | Marcelo         | 45' |
| 8     | Centrocampista | Kroos           | 60' |
| 14    | Centrocampista | Casemiro        | 45' |
| 22    | Centrocampista | Isco            | 76' |
| 11    | Centrocampista | Bale            | 77' |
| 20    | Centrocampista | Marco Asensio   | 77' |
| 9     | Delantero      | Benzema         | 77' |
| D. T. | D. T.          | Julen Lopetegui |     |

| 99    | Guardameta     | Donnarumma        |     |
| 2     | Defensa        | Davide Calabria   | 82' |
| 22    | Defensa        | Musacchio         | 83' |
| 13    | Defensa        | Romagnoli         |     |
| 68    | Defensa        | Ricardo Rodríguez | 56' |
| 79    | Centrocampista | Kessié            |     |
| 21    | Centrocampista | Biglia            | 65' |
| 5     | Centrocampista | Bonaventura       | 56' |
| 8     | Delantero      | Suso              |     |
| 9     | Delantero      | Higuaín           | 65' |
| 11    | Delantero      | Borini            | 45' |
| D. T. | D. T.          | Gennaro Gattuso   |     |

| 6  | Defensa        | Nacho    | 45' |
| 24 | Centrocampista | Ceballos | 45' |

| 63 | Delantero      | Cutrone    | 45' |
| 6  | Centrocampista | Çalhanoğlu | 55' |

| 2' · 45' · 90' | Benzema Bale Borja Mayoral | 1:0 2:1 3:1 |

| 4' | Higuaín | 1:1 |

| Principal  | Xavier Estrada Fernández |
| Asistentes | Javier Aguilar Rodríguez |
|            | Rubén Becerril Gómez     |
| Cuarto     | Fernando Bueno Prieto    |

| 1     | Guardameta     | Keylor Navas    | 78' |
| 2     | Defensa        | Dani Carvajal   | 77' |
| 5     | Defensa        | Varane          | 60' |
| 4     | Defensa        | Sergio Ramos    | 77' |
| 12    | Defensa        | Marcelo         | 45' |
| 8     | Centrocampista | Kroos           | 60' |
| 14    | Centrocampista | Casemiro        | 45' |
| 22    | Centrocampista | Isco            | 76' |
| 11    | Centrocampista | Bale            | 77' |
| 20    | Centrocampista | Marco Asensio   | 77' |
| 9     | Delantero      | Benzema         | 77' |
| D. T. | D. T.          | Julen Lopetegui |     |

| 99    | Guardameta     | Donnarumma        |     |
| 2     | Defensa        | Davide Calabria   | 82' |
| 22    | Defensa        | Musacchio         | 83' |
| 13    | Defensa        | Romagnoli         |     |
| 68    | Defensa        | Ricardo Rodríguez | 56' |
| 79    | Centrocampista | Kessié            |     |
| 21    | Centrocampista | Biglia            | 65' |
| 5     | Centrocampista | Bonaventura       | 56' |
| 8     | Delantero      | Suso              |     |
| 9     | Delantero      | Higuaín           | 65' |
| 11    | Delantero      | Borini            | 45' |
| D. T. | D. T.          | Gennaro Gattuso   |     |

| 6  | Defensa        | Nacho    | 45' |
| 24 | Centrocampista | Ceballos | 45' |

| 63 | Delantero      | Cutrone    | 45' |
| 6  | Centrocampista | Çalhanoğlu | 55' |

| 2' · 45' · 90' | Benzema Bale Borja Mayoral | 1:0 2:1 3:1 |

| 4' | Higuaín | 1:1 |

| Principal  | Xavier Estrada Fernández |
| Asistentes | Javier Aguilar Rodríguez |
|            | Rubén Becerril Gómez     |
| Cuarto     | Fernando Bueno Prieto    |

| Bandera de España               |
| Campeón Real Madrid 28.o título |